# Neptis meraca
Neptis meraca är en fjärilsart som beskrevs av Riley och Godfrey 1921. Neptis meraca ingår i släktet Neptis och familjen praktfjärilar. Inga underarter finns listade i Catalogue of Life.